# Bankstown Airport Aws
Bankstown Airport Aws är en flygplats i Australien. Den ligger i kommunen Bankstown och delstaten New South Wales, i den sydöstra delen av landet, omkring 22 kilometer väster om delstatshuvudstaden Sydney.
Runt Bankstown Airport Aws är det mycket tätbefolkat, med 3 757 invånare per kvadratkilometer.. Närmaste större samhälle är Blacktown, omkring 19 kilometer norr om Bankstown Airport Aws. 
Runt Bankstown Airport Aws är det i huvudsak tätbebyggt. Genomsnittlig årsnederbörd är 1 380 millimeter. Den regnigaste månaden är februari, med i genomsnitt 200 mm nederbörd, och den torraste är juli, med 36 mm nederbörd.